# Malcolm MacDonald
Malcolm John MacDonald, född 17 augusti 1901 i Lossiemouth i Moray i Skottland, död 11 januari 1981 i Maidstone i Kent, var en brittisk politiker och son till Ramsay MacDonald.

## Biografi
Liksom fadern var MacDonald först parlamentsledamot för Labour och anslöt sig sedan till den nationella regeringen, en koalition med konservativa och liberaler, och blev utesluten ur Labour.
Han invaldes först i underhuset för valkretsen Bassetlaw i valet 1929.
År 1931 sprack Labourregeringen och Ramsay MacDonald bildade den nationella regeringen med representanter från alla stora politiska partier. Mycket få Labourledamöter stödde dock regeringen. Malcolm MacDonald utsågs till en biträdande ministerpost som Under-Secretary of State for Dominion Affairs. När Labours parlamentsledamöter möttes för att diskutera regeringsbildningen var Malcolm MacDonald den ende som talade för sin fars handlingar och röstade mot ett fördömande. 
MacDonald behöll sin parlamentsplats i valet 1931, då han kandiderade för National Labour Party, och fortsatte att bygga upp ett rykte om att vara en mycket kompetent minister. När hans far avgick 1935 utnämnde den nye premiärministern, Stanley Baldwin, Malcolm MacDonald till kabinettet för första gången, då han fick posten som kolonialminister (Secretary of State for the Colonies). Hans far hade blivit lordpresident (Lord President of the Council) och detta blev tredje gången en far och son ingick i samma kabinett.
I valet 1935 som hölls den hösten förlorade Malcolm MacDonald sitt parlamentsmandat med knapp marginal, men efter överläggningar beslöt Baldwin att behålla honom i regeringen, men på den nya posten som dominionminister (Secretary of State for Dominion Affairs), där han ersatte James Henry Thomas som hade orsakat problem med några dominionregeringar. Följande februari kandiderade MacDonald i ett fyllnadsval i valkretsen Ross and Cromarty. Valet blev kaotiskt eftersom den konservativa lokalavdelningen vägrade ge honom sitt stöd (fastän lokalavdelningen av National Liberal Party gjorde det) och istället förordade Randolph Churchill, son till Winston Churchill som hade kommit att framstå som en viktig konservativ kritiker av regeringen. Trots detta vann MacDonald i fyllnadsvalet och återvände till underhuset.
MacDonald behöll sin post efter att Baldwin och Ramsay MacDonald slutligen dragit sig tillbaka 1937, då han tillsammans med den nye premiärministern Neville Chamberlain framförhandlade nya överenskommelser med Irland (tidigare Irländska fristaten) om handel, kompensation och de hamnar som Storbritannien fortfarande behöll. Man kunde inte enas i frågan om Nordirland, men alla andra problem löstes och MacDonald fick mycket beröm.
I maj 1938 flyttade Chamberlain honom tillbaka till kolonialministerposten, vilket nu sågs som en befordran, då posten fått större betydelse på grund av situationen i det brittiska mandatet Palestina. I oktober dog den nye dominionministern  Lord Stanley och MacDonald fick överta hans post tillsammans med kolonialministerposten, eftersom det ansågs att en erfaren person borde ta över i det dåvarande känsliga läget. I januari 1939 lämnade han dominionministeriet.
1939 hade MacDonald hand om den så kallade MacDonald-vitboken om Palestina, som syftade till att upprätta en enad stat med kontrollerad judisk invandring. Enligt vitboken hade Balfourdeklarationen redan infriats eftersom över 450 000 judar nu hade bosatt sig i det brittiska mandatet. Vitboken rekommenderade att en självständig judisk stat inte skulle upprättas. Det har hävdats att MacDonald och Chamberlain ville se till att läget i Palestina inte utvecklades till en situation liknande den på Irland där två stora folkgrupper befann sig i en bitter konflikt.
MacDonald försökte hitta andra lösningar på problemet med den starka antisemitismen i Europa, såsom utvandring till Nordrhodesia. Judarna i Palestina, liksom många av den nationella regeringens anhängare i Storbritannien, motsatte sig vitbokens rekommendationer. När parlamentet röstade om vitboken avstod många av regeringssidans ledamöter eller röstade mot, däribland vissa kabinettsministrar och Winston Churchill.
I maj 1940 föll Chamberlains regering och Winston Churchill bildade en samlingsregering där även Labour ingick. Det spekulerades att MacDonald skulle avsättas på grund av Labourpartiets fientlighet mot honom, men han fick stanna kvar och blev hälsominister. 
Året därpå tog hans karriär en ny vändning då han utsågs till brittisk high commissioner i Kanada. Först infördes speciallagstiftning för att han skulle kunna behålla sin parlamentsplats, men 1945 upplöstes National Labour Party och MacDonald beslöt att dra sig tillbaka från brittisk politik. Han verkade i Kanada till 1946 och hade sedan ett antal andra poster inom imperiet, däribland guvernör i Kenya. Senare i livet var han kansler vid University of Durham.